# Vier Sterne Plus
Vier Sterne Plus ist ein deutscher Dokumentarfilm von Antje Schneider. Der Film thematisiert das Krankenhaus der Zukunft im Sinne eines Patientenhotels und begleitet hierfür David Thies, den Geschäftsführer der Waldkliniken Eisenberg, bei der Umsetzung eines neuen Bettenhauses.
Die Premiere war am 19. Januar 2022 beim Filmfestival Max Ophüls Preis, wo der Film im Wettbewerb Dokumentarfilme konkurrierte.

## Inhalt

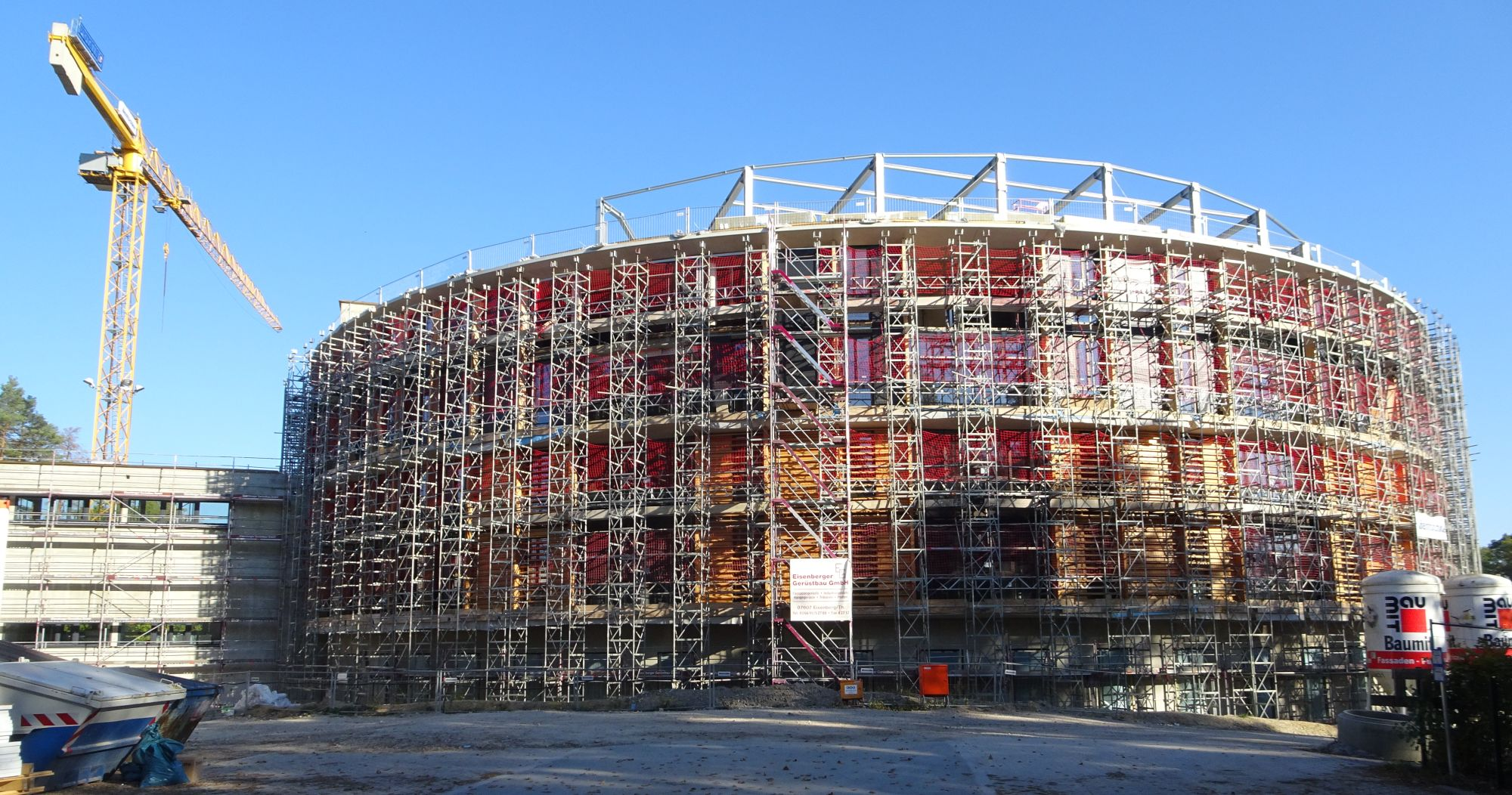
Bettenhaus in Eisenberg im Bau (2018)

Das Gesundheitssystem in Deutschland erscheint unveränderbar. Der Film sucht nach Antworten, wie eine bessere Klinikwelt entstehen und der Patient in den Mittelpunkt der Betrachtung gebracht werden kann. Hierfür wählt er die ungewöhnliche Perspektive aus der Sicht eines Klinik-Geschäftsführers.
Für einen Ersatzneubau des Bettenhauses errichten die Waldkliniken Eisenberg eine Fachklinik für Orthopädie und kleine Grund- und Regelversorgung, ein ansprechendes Gebäude mit Hotelstandard. Der Entwurf stammt von Star-Architekt Matteo Thun und soll das Krankenhaus im Wettbewerb um den Patienten konkurrenzfähig machen. Dabei wird auch das Bild von Krankenhäusern insgesamt in Frage gestellt.

## Produktion
Der Film wurde von Kloos & Co. Ost im Rahmen des „Fifty-Fifty“-Förderprogramms von Das kleine Fernsehspiel des ZDF und der Mitteldeutsche Medienförderung (MDM) produziert. „Fifty-Fifty“ unterstützt Produktionen mit einem Gesamtbudget von bis zu einer Million Euro pro Jahr, paritätisch getragen von MDM und ZDF. Die Herstellung übernehmen Produktionsfirmen aus Mitteldeutschland unter Einbeziehung regionaler Nachwuchstalente aus den Bereichen Drehbuch und Regie.
Den weltweiten Vertrieb des Films wird Rise and Shine Cinema übernehmen. Der Kinostart in Deutschland ist für den 14. April 2022 angekündigt.